# قلعة نارين (سردرود)
قلعة نارين قلعة تاريخية تعود إلى ألفية 1 ق.م، وتقع في سردرود.